# Patricia Reyes Spíndola
Patricia Reyes Spíndola  (Oaxaca, Mexikó, 1953. július 11. –) mexikói színésznő, rendező és producer.

## Élete és pályafutása
1953. július 11-én született. 
Karrierjét 1972-ben kezdte. Első telenovellaszerepét 1983-ban játszotta a Bianca Vidalban. Rengeteg filmben szerepelt. 2008-ban a Mujeres asesinas című sorozatban tűnt fel.

## Filmográfia

### Telenovellák
- Un camino hacia el destino (A sors útjai) (2016) - Blanca Elizalde Contreras
- El color de la pasión (A szenvedély száz színe) (2014) - Doña Trinidad 'Trini' de Treviño
- Una familia con suerte (2012) - Carlota
- Rafaela (Rafaela doktornő) (2011) - Caridad Martínez
- Zacatillo, un lugar en tu corazón (2010) - Fredesvinda Carretas
- Fuego en la sangre (2008) - Quintina
- La fea más bella (Lety, a csúnya lány) (2006–2007) - Tomasa
- La madrastra (A mostoha) (2005) - Venturina
- Inocente de ti (A liliomlány) (2004–2005) - Clotilde
- Mariana de la noche (2003–2004) - Maria Dolores 'Maria Lola'
- De pocas, pocas pulgas (2003) - Griselda
- Salomé (2001–2002) - Manola
- La intrusa (A betolakodó) (2001) - Renata de Velarde
- El niño que vino del mar (1999) - Alberta Gómez
- María Isabel (1997–1998) - Manuela
- Pueblo chico, infierno grande (1997) - Martina 'La Perra'
- La antorcha encendida (1996) - Doña Juana de Foncerrada
- Azul (1996) - Martha
- El vuelo del águila (1994) - Petrona
- Triángulo (1992)- Virginia
- En carne propia(1990-1991)- Tota
- Teresa (1989) - Josefina Martínez
- El extraño retorno de Diana Salazar (1988-1989) - Jordana
- Hora Marcada (1986)
- Esperándote (1985)- Refugio
- La traición (1984) - Lidia
- El maleficio (1983) - Teodora
- Bianca Vidal (1983) - Cirila

### Filmek
- Un mexicano más (2010)....Viuda
- Amor letra por letra (2008)....Jueza
- El carnaval de Sodoma (2006)
- Malos hábitos (2005).... Madre Superiora
- Between (2005).... Mrs. González
- El edén (2004).... Victoria
- Solamente una vez (2002)
- La virgen de la lujuria (2002).... Raquel
- Frida (2002) .... Matilde Kahlo
- eXXXorcismos (2002)
- La perdición de los hombres (2000)
- Así es la vida (2000).... Adela, madrina
- Before Night Falls (2000).... María Teresa Freye de Andrade
- El sueño del caimán (2000).... Madre Caimán
- Del otro lado (1999)
- El coronel no tiene quien le escriba (1999).... Jacinta
- Fuera de la ley (1998)
- El evangelio de las maravillas (1998).... Micaela
- Noche de paz (1998)
- Profundo carmesí (1996).... Sra. Ruelas
- Mujeres insumisas (1995).... Ema
- La reina de la noche (1994).... Lucha Reyes
- ¡Aquí espaantan! (1993).... Remedios
- Nocturno a Rosario (1992).... Soledad
- Lucky Break (1992)
- La mujer del puerto (1991).... Tomasa
- Espejismos y ceremonias (1990)
- La isla de las garzas (1989)
- El gran relajo mexicano (1988)
- El otro crimen (1988)
- Goitia, un dios para sí mismo (1988)
- La envidia (1988)
- Los confines (1987).... Mujer
- Nocturno amor que te vas (1987)
- Asesinato en la plaza Garibaldi (1987)
- La rebelión de los colgados (1986)
- Va de Nuez (1986)
- Los motivos de Luz (1985).... Luz
- El rey de la vecindad (1985).... Marcos felesége
- Retrato de una mujer casada  … Luisa
- Ora sí tenemos que ganar (1981)
- México Norte (1979)
- The Children of Sánchez (1978)
- Pedro Páramo (1978).... Eduviges Diada
- El elegido (1977).... Virgen María
- Los iracundos (1977)
- The Return of a Man Called Horse (1976).... Gray Thorn
- Actas de Marusia (1976).... Rosa
- Las cenizas del diputado (1976).... Ana María Godínez
- Las poquianchis (1976).... Graciela
- Caminando pasos... caminando (1976)
- La Casa del Sur (1975).... María
- Llanto, risas y nocaut (1974)
- El señor de Osanto (1974)
- La otra virginidad (1974)

### Televízió
- Los héroes del norte (2011) - Olegaria de la Rosa
- Mujeres asesinas
- "Candida, esperanzada" (2008) - Carmen
- "Tita Garza, estafadora" (2009) - Ernestina "Tita" Garza
- "Las Cotuchas, empresarias" (2010) - Sagrario Quezada
- La familia P. Luche (2007) - Exelsa anyja
- 13 Miedos (2007)
- S.O.S.: Sexo y otros secretos (2007)
- Mujer, casos de la vida real (1994-2004)